# Basel I
Basen I là vòng thảo luận bởi các ngân hàng trung ương trên khắp thế giới vào năm 1988, Ủy ban Basel về Giám sát Ngân hàng (BCBS) ở Basel, Thụy Sĩ đã xuất bản một tập hợp các yêu cầu về vốn tối thiểu đối với các ngân hàng. Còn được gọi là hiệp ước Basel 1988 và được thi hành theo quy định pháp luật trong nhóm G10 vào năm 1992. Basel I bây giờ bị xem là lỗi thời. Thật vậy, thế giới đã thay đổi như các tập đoàn tài chính, tổ chức kinh tế mới và quản lý rủi ro đã phát triển. Vì vậy, một tập hợp toàn diện các chủ trương, được gọi là Basel II trong quá trình thực hiện của một số nước. Hiệp ước mới nhất là Basel III đã được đề cập phát triển với cuộc khủng hoảng tài chính.

## Nội dung
Basel I, có nghĩa là Basel Accord năm 1988, chủ yếu tập trung vào các rủi ro tín dụng. Tài sản của các ngân hàng đã được phân loại và nhóm lại trong năm loại theo rủi ro tín dụng, mang theo trọng số rủi ro bằng không (VD nhà nước nợ có chủ quyền), mười,hai mươi,năm mươi và lên đến 100% (ví dụ như nợ doanh nghiệp). Các ngân hàng với sự hiện diện quốc tế được yêu cầu để giữ vốn bằng 8% của các tài sản rủi ro/ Việc tạo ra các hoán đổi tín dụng mặc định sau khi các sự cố Exxon Valdez (Năm 1989, tại bang Alaska xảy ra vụ tràn dầu Exxon valdez làm chấn động nước mỹ, 21 năm sau hang tàu Exxon vẫn chưa trả hết tiền bồi thường) đã giúp các ngân hàng lớn tự bảo hiểm rủi ro cho vay và cho phép các ngân hàng để giảm rủi ro của họ để giảm bớt gánh nặng của những hạn chế này là lựa chọn hợp lý